# Operazione Buffalo
L'operazione Buffalo è stata una delle principali operazioni militari della guerra del Vietnam che si è svolta in una zona demilitarizzata a nord-est di Con Thien, in provincia di Quang Tri (Vietnam del Sud) e vide contrapposti 7 battaglioni appartenenti allo United States Marine Corps con la Divisione 324B appartenente all'esercito nordvietnamita.
Le operazioni si protrassero tra il 2 e il 15 luglio del 1967 e portarono all'uccisione di 1 301 appartenenti all'esercito del Vietnam del nord e di 159 marines statunitensi, facendola così diventare una delle battaglie più sanguinose della guerra. L'operazione si concluse con la vittoria tattica statunitense il 15 luglio.

## Unità in campo
United States Marine Corps (USMC)
- 1º Battaglione 9° Marines - 8º Reggimento Marine (2 Divisione)
- 3º Battaglione 9° Marines - 9º Reggimento Marine (3 Divisione)
- 1º Battaglione 3° Marines - 3º Reggimento Marine (3 Divisione)
- 1º Battaglione 12° Marines - 12º Reggimento Marine (3 Divisione) - Batteria A
- 2º Battaglione 3° Marines - 3º Reggimento Marine (3 Divisione)
- 3º Battaglione 12° Marines - 12º Reggimento Marine (3 Divisione) - Batteria E
- 3° Reconnaissance Battallion - III Marine Expeditionary force (3 Divisione) - distacco

Esercito Nordvietnamita (NVA)
- 90th Reggimento NVA - Divisione 324B